# Yahoo!ニュース
Yahoo!ニュース（ヤフーニュース）は、日本のニュースサイト、ウェブサイト。LINEヤフーが運営するポータルサイト『Yahoo! JAPAN』のサービスであり、日本国内や海外のニュース・話題を多岐にわたり提供。1996年7月サービス開始。iOS・Androidスマートフォン用の専用アプリ「Yahoo!ニュースアプリ」もある。
契約パートナーは約300社・約500媒体、個人ニュースオーサーは約500名。1日約4,000本のニュースを配信する。2020年4月の時点で月間PV（ページビュー）は約225億、1日のPVは約5億と、日本国内のニュースサイトではトップシェアである。
契約パートナーは大手新聞社から小さな会社までさまざまで、見出し(タイトル)には契約パートナー(ニュースのソース)を表示する方針を取っている。個人ニュースの著者も見出しに表示される。
ロイター・ジャーナリズム研究所の「デジタル・ニュース・レポート」2025年版の調査によれば、日本国内のオンライン・ニュースの週間利用状況は最多の55％である。

## 提供サービス
Yahoo!ニュースは、記事ニュース・写真ニュース・動画ニュース・トピックスから構成されており、ニュースおよびトピックスは更に8つのカテゴリに分かれる。
ニュース、エンターテインメント、スポーツ、経済、国内、国際、IT・科学、地域のカテゴリで構成される。特に話題となる主要ニュースについては「トピックス」として『Yahoo! JAPAN』トップページにも掲載される。配信日より過去7日間にトップで取り上げられたトピックスの見出しや記事を「バックナンバー」で閲覧することができる。
記事ニュースは、主に毎日新聞、読売新聞、朝日新聞、産経新聞、時事通信など、主要新聞社・通信社が配信するニュースを掲載している。記事によっては掲載期間が過ぎると、Yahoo!ニュースのサイトから削除されてリンク切れになる。
例外として、ヤフーやその関連会社に関するニュースについては、トピックスでは（自社の利益・不利益に関わらず）取り上げない編集方針としていることを公にしていた。自社のニュースを周知しないことでヤフーのサービスを利用するユーザーや投資家などに不利益を被る恐れがある場合は、『Yahoo! JAPAN』のトップページなどで告知する場合があった。しかし、2019年11月のヤフーとLINEの経営統合や2021年3月に発覚したLINEの個人情報漏洩問題など、自社絡みのニュースをトピックスとして採用しなかったことで批判を受けたため、有識者からの意見も参考にした上で方針転換し、同年6月から自社絡みのニュースもトピックスとして掲載することになった。

### 現行サービス
映像ニュース
日テレNEWS（NNN）、TBS NEWS DIG（JNN）、FNNプライムオンライン（フジテレビ系）、テレビ朝日系（ANN）の民放4系列や一部の独立局・ケーブルテレビ局のニュース映像（ニュース1本ごとに動画1本の形式）を再生できる。
なお、テレビ東京の映像ニュースは配信されていない。再生速度調整機能には対応していない。
ライブ動画ニュース
2017年4月18日より開始。ライブ配信される動画を視聴できる機能。映像ニュースとは異なり、動画はニュース1本ごとに区分されていない。
2025年4月現在、『日テレNEWS24』と『TBS NEWS』が配信されている。かつては『BBCワールドニュース』もライブ配信されていた。
雑誌記事
30以上の配信元の雑誌（ウェブマガジンを含む）から話題をピックアップして配信する。記事によってはトピックスのカテゴリで扱われることもある。
Yahoo!ニュース 個人
2012年9月より開始。ジャーナリスト、研究者、士業資格者、NGO職員などが、個人で時事問題に関するコラムを寄稿する。
みんなの意見
2006年より開始された機能。ニュース記事に対してアンケート投票ができる。2020年1月30日に「Yahoo!ニュース 意識調査」から「Yahoo!ニュース みんなの意見」へ名称変更した。

### 廃止されたサービス
新聞記事横断検索（有料）
主要新聞6紙の過去2年分の記事を閲覧できる有料サービス。富士通の子会社ジー・サーチのデータベースサービスを利用していた。
Yahoo!ニュース BUSINESS
2012年7月12日に開設されたビジネスニュースサイト。Yahoo!ニュースとは別デザインのトップページで、Androidスマートフォン向けアプリが用意されていた。

## コメント機能
Yahoo!ニュースでは、2007年から掲載されたニュース記事に対して、Yahoo! JAPAN IDを持つユーザーがコメントを投稿できる（記事提供社によっては不可）。「ヤフコメ」とも俗称される。この機能は、2007年より開始された。コメントに対して返信（レス）を投稿することもできる。コメントは1記事に対し1投稿まで可能（返信は何回でも可能）。ニュース記事の掲載期間が終了し、記事が削除されるとコメントも同時に削除される。
各分野の有識者・著名人の「コメンテーター」や「オーサー」のコメントには返信機能がなく、それらの「コメンテーターコメント」には「参考になった」ボタンが表示される。
投稿したコメントに対して他のユーザーが批評をすることができる。最初期は「そう思う」しかなかったが、後に「そう思う」「そう思わない」という2種類の評価に改められ、コメントや返信コメントに対する賛否を投票できるようになった（賛否の投票にはYahoo! JAPAN IDは不要）。2023年12月上旬からこのサービスは「共感した」「なるほど」「うーん」という3種類のボタンに改められると発表された。
Yahoo!ニュースの月間ページビュー（PV）の1～2割はコメント欄で稼いでおり、コメント数の多いニュース記事は、トップページの「コメントランキング」に表示され、コメントが多い記事ほど注目されやすく、閲覧数が上昇することでさらにコメントが集まる仕組み（一種の「炎上マーケティング」）になっている。また、過去にライブドアやLINEで勤務していた田端信太郎はPVに応じた広告収入が得られることから、LINEヤフーは年間で数十億円規模になる収入源を簡単には切ることは出来ないと指摘している。Yahoo!関係者は「コメント欄を問題視している人は社内でもたくさんいるが、PVが減るから閉鎖できないんです」としており、事実上野放し同然の状態である。
真っ当なコメントへの投票は概ね得票数の10%前後がコメント内容に否定的な傾向にある。

### ヤフコメ民
コメントを寄せるユーザーは、かつて2ちゃんねるのユーザーが「2ちゃんねらー」と呼ばれたように「ヤフコメ民」と呼ばれる。なお、コメント投稿者のYahoo! JAPAN IDは、一部が伏字で表示され匿名性が高い。
ヤフコメ民の属性は、以下の通りに指摘されている。
- 反マスコミ、右翼思想、排外主義（反東アジア）が多い[36][22]
- 男性が80%以上、30-50代の男性50%以上で、特に40代の男性が突出して高い（2015年時点）[37]

### 批判
ニュースサイトという性格上、時事問題や政治家に関する記事、芸能人など有名人のスキャンダル、企業の不祥事に関する記事などでは、コメント欄が「荒れる」状態になり「炎上」することも多い。他の媒体に執筆した記事がYahoo!ニュースに配信されてしまったがゆえに、著者の意図に反してコメント欄が炎上したり、それがさらにTwitterなどのSNSへ「飛び火」することさえある。読者による誤解でコメント欄が炎上したこともあり、後日関係者などから苦言を呈されたこともある。
特に外交問題のニュースは、特定の国や地域に対するバッシングが起きやすく、排外主義やヘイトスピーチにつながるとの批判が多い。また、犯罪被害者や災害の被災者、そのほか社会的弱者に対する誹謗中傷（ネットリンチ）も後を絶たない。2021年に発生した宇治ウトロ地区放火事件の犯人は放火事件を起こした理由の一つとして、同サイトにおけるコメント欄の反応への期待を挙げている。

問題点を指摘したまともな批判コメントであっても「ヘイト」「誹謗中傷」などとして扱う向きが強く、フィルターに引っかかって反映されなかったり、即時削除となることが多い。また、指定されたNGワードはユーザーによって異なっているため、特定の単語が遣えるユーザーと遣えないユーザーがおり、一貫していない。そのため、言論の自由を阻害しているとの批判がある。
Yahoo!ニュース自らが取材し、配信したオリジナル記事でもインタビューに応じてくれた取材対象者を誹謗中傷するようなコメントが投稿され、スタッフが心を痛めたり、ヤフコメの存在を理由として、取材拒否される事例もあり、LINEヤフーの社内でもコメント欄の存続に反対する声は多いとしている。

### トラブル事例
Yahoo!ニュースの中傷コメントが原因で裁判になった事例がある。2018年10月に大阪府高槻市の市議会議員が行った住民監査請求に関するニュースのコメント欄において、特定の宗教団体とのつながりを疑わせる虚偽の内容を投稿したとして、同市在住の投稿者に対し、名誉毀損罪で罰金10万円の略式命令が出されている。
Yahoo!ニュースのコメント欄でのトラブルが実際の暴力事件に発展した例もある。2019年5月には41歳の無職男性が、那須川天心対亀田和毅戦の記事に関するコメント欄でトラブルとなった45歳の男性に対し、東京都品川区旗の台の路上に呼び出して殴る蹴るなどの暴行を振るい怪我をさせたとして、同年7月23日に警視庁荏原警察署に傷害罪で逮捕された。容疑者と被害者は面識がなかったが、コメント欄で投稿を続けるうちに言い争い（いわゆる「レスバトル」）となり、旗の台駅付近に呼び出し待ち合わせて会った上で暴行したという。
ネット上で中傷被害を受けた経験を持つスマイリーキクチは、この事件に対し自身のTwitterで「青少年だけでなく大人もネットの在り方について真剣に考えましょう」と警鐘を鳴らした。また、警視庁サイバーセキュリティ対策本部は「インターネットでは相手の顔が見えず匿名性が高いため、トラブルが発生すると、現実世界では考えられないような表現や内容を掲載したり、過激な書き込みをしがちになる」と警告している。
2021年に開催された東京オリンピックでも出場選手に対する誹謗中傷が相次ぎ、大会組織委員会スポークスパーソンの高谷正哲は「特定企業に対してエディトリアル（編集）の部分には要請できない」としながらも、「大きな問題意識を感じている」とコメントした。
2021年10月2日、コラムニストの尾藤克之が執筆した記事「眞子さま、小室圭さん結婚へ「妬み」を吐き出すあさましい人たち（オトナンサー）」（現在非公開）がYahoo!ニュースにが掲載された。記事は炎上し投稿数時間でコメントが2万件を超した。ヤフコメに殺害予告があったことから証拠保全しようとしていたところ一方的に記事が非公開となり保全が不可能になる。その後、尾藤が所属する明治大学に脅迫状が届いたことから中野警察署に相談したがYahoo!ニュースが情報公開せず解決点を見いだせなかった。
2022年10月、不正競争防止法違反の罪に問われ、後に無罪判決を獲得した製鋼会社の元専務のニュース記事に対して、コメント欄において侮辱されたとして、元専務が投稿者に対して、侮辱罪で刑事告訴すると共に損害賠償を求める裁判を名古屋地方裁判所に起こしたことが同年12月に報じられた。
2023年11月、当時最高裁判所の判事を務めていた宇賀克也を名乗って、複数の司法関連記事にコメントを投稿していたことが判明し、物議となった。最高裁判所は報道機関の取材に対し、「宇賀から自ら投稿したものではないことを確認した」とし、「最高裁判事になりすました投稿が行われたことは遺憾である。今後対応を検討し、適正に対処したい」との声明を出した。

### 対応
こうした「不適切なコメントが多い」という批判を受け、ヤフーでも問題点への対応に苦慮しており、ガイドライン違反のコメント通報機能を設けたり、AI（人工知能）による自動検知やコメント表示順位の改善により「暴力的・差別的コメント、品位に欠けるコメントの表示を減らす」などとして対策を講じてはいるものの、匿名性が高く自由に投稿できるというサイトの性格上、抜本的な改善は難しいとされる。また、特定企業（ヤフー）にコメント削除等の権限を与えすぎるのは世論を一定の方向に導くことになり、危険であるという識者からの指摘もある。
ヤフー側はこのような批判に対して、「コメント欄の廃止は、建設的な議論を奪うため、対策を講じながら改善を続ける」と説明し、コメント欄の閉鎖は考えておらず、引き続き対策と健全化を図っていくと表明した。
現状で利用者側で誹謗中傷や差別、暴力的、荒らしに該当するコメントに対処できる最善の方法はコメント非表示を設定して、コメント欄を見れなくしたり、そういった内容のコメントに対しては「そう思う」ボタンを押さず、返信もせず通報することだと考えられる。ただし、コメント非表示を設定すると、そのままでは自身もコメントできなくなるため、コメント非表示は今後一切コメントしない予定の人にとって有効な手段と言える。
2019年12月11日からは、Yahoo!ニュースのコメントをTwitterなどのSNSに拡散できる「コメントシェアボタン」機能が追加された。ヤフーは「コメント欄により、他の人の意見や感想に触れることで、より深く多角的にニュースを理解するきっかけを提供したいと考えて開始した」と述べたが、Twitterでは「コメントではなく記事自体のシェアボタンを作ってほしい」という意見も相次いだ。なお、ニュース記事自体のシェアボタンはかつて存在したが、URLのコピー・アンド・ペーストなどによりSNSへの記事貼り付けが可能になったこともあり廃止されている。
2021年12月、ヤフーは「透明性レポート」を初めて公表し、その中で同年3月に1か月間で全体の3%にあたる約35万件のコメントを削除したことを明らかにした。削除した理由の65.4%は過度な批判や誹謗中傷などによる「不快な投稿」が占めていたとしている。
2022年5月、ヤフーは東京スポーツが配信している「東スポWEB」、小学館が配信している「NEWSポストセブン」、主婦と生活社が配信している「週刊女性PRIME」のエンタメ記事におけるコメント欄を閉鎖した。
2022年10月、ヤフーは同年11月中旬からコメント欄に投稿する際に携帯電話番号の登録を義務化することを発表した。実際に投稿の停止した会員IDの半分以上が携帯電話番号の登録がされておらず、悪質投稿者対策の実効性を高めたいとしている。ヤフーでは2019年から会員IDの新規登録の際に携帯電話番号の登録を必須としていたが、それ以前に登録された会員IDについては携帯電話番号の登録を義務化しなかったこともあり、不適切な投稿の繰り返しにより、コメント欄への投稿を停止された利用者が携帯電話番号の登録がされていない別の会員IDを利用して、再度不適切な投稿を行う事例があったとしている。また、携帯電話番号の登録を必須化することにより、不適切な投稿により被害を受けたユーザーが代理人弁護士を通しての開示手続（弁護士会照会）を利用することにより、不適切な投稿をした加害者に対して民事訴訟などを提起し易くなる利点もある。
2023年2月、ヤフーは、「携帯電話番号設定の必須化」により悪質なユーザが減少、「投稿停止措置」を受けるYahoo! JAPAN ID数が56％減少、不適切なコメントが減少し、“投稿時の注意メッセージ”の表示回数が22%減少したと発表した。
2023年10月1日、LINEと合併したヤフーは、メディア向けの「記事入稿ガイドライン」を改訂した。11月から適用される改訂版では、人権侵害など重大な違反があった場合の対応として、「メディアパートナーとの契約を終了することもあります」との一文が追加された。

#### AIによる警告・コメント欄非表示機能の導入
2021年10月1日、宮内庁から秋篠宮眞子の結婚と複雑性心的外傷後ストレス障害（PTSD）が発表されたが、このニュースを報じた記事を中心にコメント投稿数が急増し、不適切なコメント内容も相次いだ。これを受けて、ヤフーはコメント欄の目立つ場所に注意書きを掲出すると共にAI判定モデルを用いて、不適切なコメントを繰り返して投稿しているユーザーに対しての警告メッセージ掲出の対象範囲を広げることを同月2日に発表した。
2021年10月19日、ヤフーは同日に公示された第49回衆議院議員総選挙（同月31日投開票）に合わせて、一定数の中傷や差別に該当する投稿が行われた場合、AIによる判断でコメント欄を自動的に非表示にする機能を導入した。また、同選挙の期間中は政治ニュース関連のコメントを投稿する際に公正な選挙を阻害しないように求めると共に場合によっては刑事罰の対象になる可能性がある旨の警告メッセージを表示することも発表した。
2021年10月21日、ヤフーは前日（同月20日）夜に共同通信から配信された韓国の漁船転覆に関する記事において、同社が定める基準を超えた多数の違反コメントが投稿されているとして、前述のコメント欄を非表示にする機能を初めて適用したと発表した。同年10月25日夜から同月26日昼にかけて、TBSテレビや日本テレビなどから配信された秋篠宮眞子の結婚会見や婚姻届受理などを報じた4本の記事に対しても、多数の違反コメントが投稿されたとして、AIの判断により、コメント欄を閉鎖した。
2022年1月20日、ヤフーはAIによるコメント欄非表示機能により、同機能を導入した2021年10月からの2か月間で216本の記事コメント欄「炎上」を阻止したことを明らかにした。1日当たりの配信記事の約0.05％に相当する約3.5本が対象となり、配信元媒体の内訳は新聞社が47本、週刊誌が42本、テレビ局が41本などとなっている。
2022年12月6日、ヤフーは「2021年度メディア透明性レポート」を公開し、同年度内に投稿されたコメントを削除した件数は513.1万件（総投稿数の約3.22%）、その内の75.5％はAIによる自動削除だったことを明らかにした。
2024年9月9日、ヤフーはユーザーが不快感を与えかねない表現が含まれたコメントを投稿する際にAIによる判断でコメントの見直しを促す機能を導入したことを明らかにした。
ヤフーは今後開催される有識者会議などにおいて、非表示になった記事やコメントの傾向を分析し、改善を重ねていくとしている。

## 主なニュース配信社
主要配信社のみ記載（2021年現在）。配信社が太字のものはYahoo!ニュースのみに配信していることを表す。
最新の記事提供社一覧は、Yahoo!ニュース公式サイト「ニュース提供社」を参照。

### 現行配信社

#### 各項目共通
- 毎日新聞 - 国内・海外・経済・エンターテインメント・スポーツ・地域（沖縄を除く）・写真
- 産経新聞 - 国内・海外・経済・エンターテインメント・スポーツ・地域（北海道・九州・沖縄を除く）・写真
- 読売新聞 - 国内・海外・経済・スポーツ
- 朝日新聞 - 国内・海外・経済・地域など（2012年10月開始）
- 時事通信 - 国内・海外・経済・エンターテインメント・スポーツ・写真
- 共同通信・47NEWS - 国内・海外・経済・スポーツ・写真・動画
- J-CASTニュース - 国内・経済・エンターテインメント・スポーツ・IT
- トムソン・ロイター（ロイター・ジャパン） - 海外・エンターテインメント・スポーツ
- Response. - 国内・経済・スポーツなど - 自動車関連ニュース
- ITmedia - 経済・IT・ライフなど

#### 海外ニュース
- CNN
- AP通信 - 動画のみ
- 聯合ニュース
- 朝鮮日報日本語版
- 中央日報日本語版
- ハンギョレ

#### 経済ニュース
- ブルームバーグ
- 電波新聞
- 日本農業新聞
- 日刊自動車新聞
- 東洋経済オンライン

#### エンターテインメント
※以下の項目に◎印があるものは「スポーツ」にも配信していることを表す。
- スポーツニッポン◎
- 日刊スポーツ◎
- スポーツ報知◎
- デイリースポーツ◎
- サンケイスポーツ◎
- 夕刊フジ◎
- オリコン
- ファミ通.com
- ゲンダイ◎
- 東スポWEB◎
- 映画.com

#### スポーツ
- ゴルフダイジェスト・オンライン
- スポーツナビ
- 西日本スポーツ
- netkeiba.com

#### IT
- アスキー
- BCN
- CNET Japan
- Impress Watch

#### 動画ニュース
- 日テレNEWS（日本テレビ系） - 日テレNEWS24で放送・配信されたニュース映像が使われることもある。
- 読売テレビ（日本テレビ系）
- 札幌テレビ（日本テレビ系）
- テレビ朝日系（ANN）- ABEMAの『AbemaNews』で専用スタジオを使い配信されたニュース映像が使われることもある。
- ABCテレビ（テレビ朝日系）
- 九州朝日放送（テレビ朝日系）
- TBS NEWS DIG（TBS系） - TBS NEWSの配信ニュース
- 毎日放送（TBS系）
- CBCテレビ（TBS系）
- チューリップテレビ（TBS系）
- IBC岩手放送（TBS系）
- MBC南日本放送（TBS系）
- RKK熊本放送（TBS系）
- FNNプライムオンライン（フジテレビ系）- 『ホウドウキョク』（2019年3月終了）で放送・配信されたニュース映像が使われることもあった。
- 関西テレビ（フジテレビ系）
- 北海道文化放送（フジテレビ系）
- テレビ静岡（フジテレビ系）
- テレビ大阪（テレビ東京系）
- テレビ神奈川（独立局）
- 千葉テレビ放送（独立局）
- テレビ埼玉（独立局）
- 東京メトロポリタンテレビジョン (TOKYO MX)（独立局）
- びわ湖放送（独立局）
- 奈良テレビ放送（独立局）
- サンテレビジョン（独立局）
- CNA秋田ケーブルテレビ（ケーブルテレビ）
- 中海テレビ放送（ケーブルテレビ）

#### 地域ニュース
- 河北新報 - 東北
- 茨城新聞 - 茨城県
- 千葉日報 - 千葉県
- カナロコ - 神奈川県
- 中日新聞 - 東海・北陸・長野県・滋賀県
- 紀伊民報 - 和歌山県
- 京都新聞 - 京都府・滋賀県
- 両丹日日新聞 - 京都府・兵庫県
- 神戸新聞 - 兵庫県
- 丹波新聞 - 兵庫県
- 山陽新聞 - 岡山県・広島県東部地域・香川県直島町
- 徳島新聞 - 徳島県
- 西日本新聞 - 九州
- 琉球新報・沖縄タイムス - 沖縄県
- みんなの経済新聞ネットワーク

#### 雑誌記事
- 週刊女性PRIME（週刊女性）主婦と生活社
- R25
- SPA!
- 中央公論
- 婦人公論
- 女性自身
- 東京ウォーカー
- 文春オンライン（週刊文春）文藝春秋
- NEWSポストセブン（週刊ポスト・女性セブンなど）小学館
- ニューズウィーク
- 幻冬舎GOLD ONLINE
- FRIDAY
- デイリー新潮（週刊新潮）
- dot.（週刊朝日・AERA）朝日新聞出版

### 過去の配信社
- サーチナ（中国情報局） - 2015年9月、提携契約解除[79]。
- フジサンケイ ビジネスアイ
- サイゾー
- 日本経済新聞 - 「日経ビジネス」等の雑誌記事は引き続き配信中